# Gudrun Pausewang

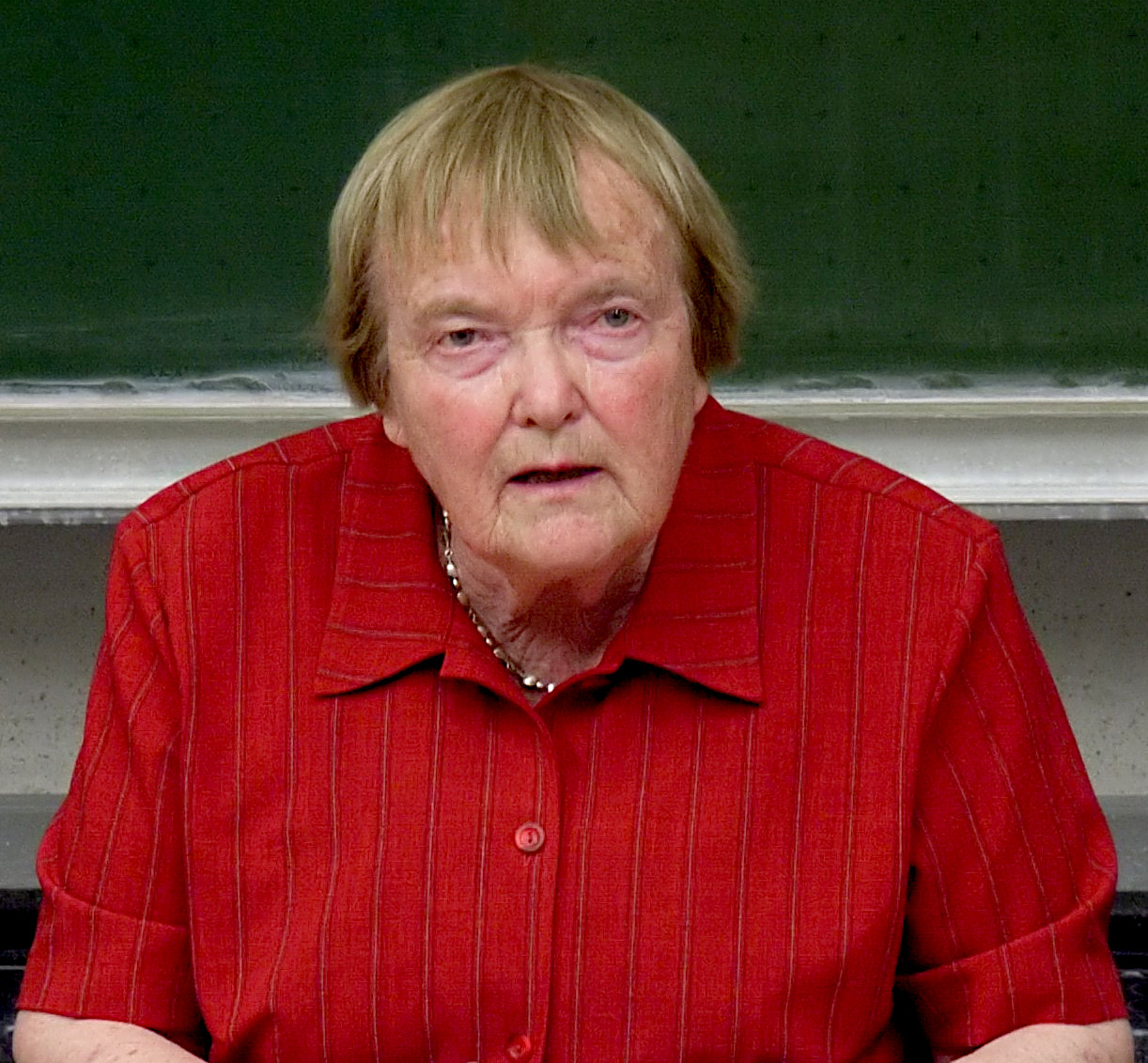
Gudrun Pausewang en una lectura en la Universidad de Bielefeld, mayo de 2008.

Gudrun Pausewang, de casada Gudrun Wilcke (Wichstadtl, Checoslovaquia, 3 de marzo de 1928-cerca de Bamberg, Alemania, 23 de enero de 2020), fue una escritora alemana de cuentos infantiles y juveniles. Tuvo firmes ideales pacifistas y antibelicistas.

## Biografía
Gudrun fue la mayor de las cinco hijas de un agricultor de Bohemia oriental. Su familia formó un hogar autosostenible en la región de los Sudetes. La autora narró estos años en su novela El prado de Rosinka (Impedimenta, 2018) Tras acudir a la escuela primaria recibió educación en un gymnasium femenino. Su padre murió en la Segunda Guerra Mundial cuando Gudrun tenía quince años. Al acabar la guerra se mudó con su familia a la República Federal Alemana. Continuó sus estudios en Wiesbaden, donde logró el Abitur en 1948. Después estudió pedagogía en Weilburg y trabajó como profesora de primaria y secundaria.
A partir de 1956 dio clases en colegios alemanes de Chile (cinco años) y Venezuela (dos años y medio). En estos años visitó la región del Amazonas, la Tierra de Fuego, Perú, Bolivia, Colombia y México. 
Al acabar 1963 volvió a Alemania, estudió lenguas germánicas y trabajó en una escuela primaria. Cuatro años más tarde fue con su marido, Hermann Wilcke, a Colombia, donde enseñó cinco años en el Colegio Alemán de Barranquilla. En 1972 volvió a Alemania de nuevo. Desde entonces vivió en Schlitz, Hesse, lugar donde situaría sus obras Die letzten Kinder von Schewenborn y Die Wolke (La nube). Hasta su jubilación en 1989 trabajó allí de profesora.
En 1998 se doctoró por la Universidad de Fráncfort con la tesis Vergessene Jugendschriftsteller der Erich-Kästner-Generation (escritores olvidados de literatura juvenil de la generación de Erich Kästner).
Ganó el Deutscher Jugendliteraturpreis por su obra Die Wolke, que fue llevada al cine en 2006.
Desde 2016 vivió en una casa de retiro cerca de Bamberg en donde murió el 23 de enero de 2020 a los noventa y un años.

## Obra

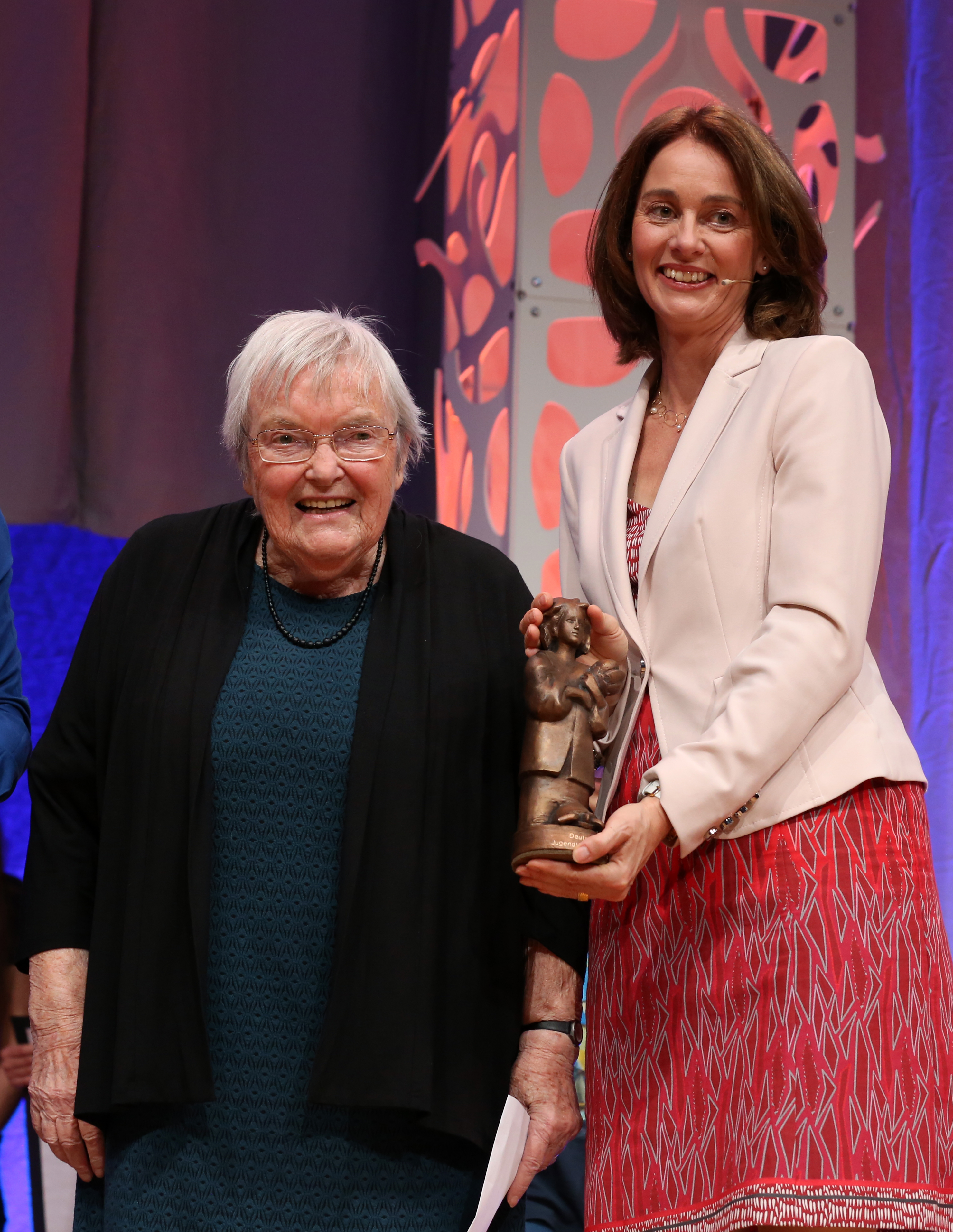
Gudrun Pausewang en la ceremonia de entrega del Premio Alemán de Literatura Juvenil 2017 por la ministra federal alemana Katarina Barley (derecha).

Aunque en los primeros diez años de su carrera literaria Pausenweg escribió solo libros destinados al público adulto, más tarde escribió literatura infantil y juvenil. Se ocupó en gran parte de su obra de los problemas del tercer mundo, con los que entró en contacto en Sudamérica. Abogó por la paz y la ecología, y alertó de los peligros de la energía nuclear y las tendencias neonazis. Desde su retirada en 1989 se dedicó a la escritura y a dar lecturas en escuelas, librerías y editoriales.
Parte de sus obras están inspiradas en experiencias que la propia autora tuvo sobre la pobreza y la marginación infantil, como La familia Caldera o Visita de niños.

## Títulos publicados
La obra de Gudrun Pausewang ha sido traducida al español, catalán y euskera.
- El Prado de Rosinka, trilogía[10] ISBN 978-84-17115-37-1
- La sirena en la lata de sardinas ISBN 978-84-207-7769-6
- La escuela de los niños felices ISBN 978-84-85334-61-2
- ¿Oyes el río, Elinas? ISBN 978-84-348-7051-2
- Descalzo por la ciudad ISBN 978-84-348-7730-6
- La traidora ISBN 978-84-207-0030-4
- La Nube ISBN 978-84-96646-04-9
- Hodeia ISBN 978-84-7917-076-9
- El Abismo ISBN 978-84-85334-88-9
- Dos amigos hambrientos ISBN 978-84-236-2500-0
- Visita de niños ISBN 978-84-85334-69-8
- Los últimos niños ISBN 978-84-85334-28-5
- El abuelo en el carromato ISBN 978-84-85334-57-5
- La familia Caldera ISBN 978-84-85334-39-1

## Premios y reconocimientos
- Premio de La Paz Gustav Helnemann, recibido por Los últimos niños.[9]
- 1988, Premio Alemán al Libro Juvenil, recibido por La nube.[9]
- 1999, Medalla Alemana al Mérito.[9]
- 13 de octubre de 2017, Premio Especial de la Literatura Infantil y Juvenil por toda su obra[9]